# Saint Lucia Jazz and Arts Festival
Le Saint Lucia Jazz and Arts Festival, anciennement Saint Lucia Jazz Festival, est un festival musical annuel, organisé sur l'île caribéenne de Sainte-Lucie, qui rassemble des musiciens locaux et internationaux, d'autres artistes et des artisans. Le festival propose du jazz, du RnB et de la musique calypso, de la danse, du théâtre et de la haute couture internationale,.

## Histoire
La première édition du Saint Lucia Jazz Festival est organisée en 1992 dans le but de prolonger la saison touristique et d'augmenter les devises étrangères à Sainte-Lucie jusqu'au mois de mai, qui était auparavant une période relativement calme. Il est inspiré par le lancement du festival de jazz d'octobre 1991, dirigé par Luther François en tant que directeur musical. À l'origine, quatre lieux étaient utilisés, mais aujourd'hui, le festival s'est développé et plusieurs lieux de l'île accueillent des spectacles. Au début, la fréquentation du festival était faible. Mais au fil des ans, la nouvelle s'est répandue grâce à la couverture de la chaîne de télévision BET J, et le festival est désormais un incontournable du calendrier des festivals de jazz.
En 2011, le Saint Lucia Jazz Festival célèbre son 20e anniversaire, une réussite rare étant donné que de nombreux autres festivals de jazz établis dans la région des Caraïbes ont échoué. En 2013, le Saint Lucia Jazz and Arts Festival. Ce changement de nom s'accompagne d'un défilé de mode appelé Saint Lucia HOT Couture, d'une explosion culturelle, de Saint Lucia Sound Stage et de Blu Session - Word in an Altered Scale. La danse, l'art, le théâtre et l'art culinaire ont fait partie de cette nouvelle expérience.
Les artistes comprennent : George Benson, Mary J. Blige, Boyz II Men, Ciara, En Vogue, Herbie Hancock, Lauryn Hill, India.Arie, The Isley Brothers, Elton John, R. Kelly, Ladysmith Black Mambazo, John Legend, Mario, Branford Marsalis, Ne-Yo, Ocacia, Courtney Pine, Rihanna, Smokey Robinson, Santana, Trey Songz, Angie Stone, UB40, Luther Vandross, Amy Winehouse, la gagnante d'American Idol Fantasia Barrino et Malcolm-Jamal Warner. Cet événement est le deuxième des Caraïbes après le carnaval de Trinité-et-Tobago.